# Oscar Jonsson i Risinge
Oscar Magnus Jonsson född 14 januari 1880 i Norra Solberga församling, död 24 oktober 1956 i Risinge församling, var en lantbrukare. 
Han var politiker och ledamot av riksdagens andra kammare 1921 och 1928 - 1932.